# 文京洙
文 京洙（ムン・ギョンス, 문 경수, 1950年-）は、在日韓国・朝鮮人二世の政治学者。立命館大学国際関係学部名誉教授。専門は、韓国政治史。

## 略歴
東京都生まれ。法政大学文学部卒業後、学士入学で中央大学法学部に進学。その後、法政大学大学院社会科学研究科修士課程修了。国際基督教大学常勤助手などを経て、1994年から1997年立命館大学国際関係学部助教授、1997年から2016年同教授、2016年から2020年同特任教授 (名誉教授)、2020年から同授業担当講師 (名誉教授)  。博士(地域政策学）(大阪商業大学)。
朝鮮学校の高等学校等就学支援金対象除外に反対する「無償化連絡会大阪」の賛同人も務めている。

## 著書

### 単著
- 『ハングル教本――基礎から読解まで』（新幹社, 1992年）
- 『済州島現代史――公共圏の死滅と再生』（新幹社, 2005年）
- 『韓国現代史』（岩波書店［岩波新書］, 2005年）
- 『在日朝鮮人問題の起源』（クレイン, 2007年）
- 『新・韓国現代史』（岩波新書, 2015年）
- 『済州島四・三事件――「島（タムナ）のくに」の死と再生の物語』（平凡社, 2008年、岩波現代文庫, 2018年）
- 『文在寅時代の韓国――「弔い」の民主主義』（岩波新書, 2020年）

### 共著
- （鄭章淵）『現代韓国への視点』（大月書店, 1990年）
- （李進熙編、姜在彦・文京洙・姜尚中・鄭章淵・金敬得・徐正禹・金英鍾・金達寿・朴慶植・梁永厚・李進熙・金徳煥・梁澄子・尹照子）『「在日」はいま、――在日韓国・朝鮮人の戦後五〇年』（青丘文化社, 1996年）
- 水野直樹 , 文京洙『在日朝鮮人　歴史と現在』岩波書店、2015年。ISBN 9784004315285。

### 編著
- 『アジアで生きる人びと（アジアの人びとを知る本 5）』（大月書店, 1992年）

### 共編著
- （川瀬俊治）『ろうそくデモを越えて――韓国社会はどこに行くのか (希望叢書 1)』（東方出版, 2009年）
- （奥田宏司・佐藤誠・原毅彦）『エティック国際関係学』（東信堂, 2011年）
- （金石範・金時鐘著、文京洙編）『なぜ書きつづけてきたか なぜ沈黙してきたか――済州島四・三事件の記憶と文学』（平凡社, 2001年、増補版・平凡社ライブラリー, 2015年）
- （藤田和子）『新自由主義下のアジア（グローバル・サウスはいま 2）』（ミネルヴァ書房, 2016年）

### 訳書
- ウィルフレッド・バーチェット『カンボジア現代史』土生長穂・小倉貞男共訳（連合出版, 1983年、新装版1991年）
- ウィルフレッド・バーチェット『広島 TODAY』成田良雄共訳（連合出版, 1983年）
- ジョン・メリル『済州島四・三蜂起』（新幹社, 1988年）
- ユージン・カメンカ編『社会的理想としての共同体』（未來社, 1991年）
- 「済民日報」四・三取材班『済州島四・三事件（1）朝鮮解放から四・三前夜まで』（新幹社, 1994年）
- 徐仲錫『韓国現代史60年』（明石書店, 2008年）
- 崔章集『民主化以後の韓国民主主義――起源と危機』磯崎典世・出水薫・金洪楹・浅羽祐樹共訳（岩波書店, 2012年）